# Борис Бутома (танкер)
БМТ «Борис Бутома» — танкер комплексного снабжения кораблей Тихоокеанского флота ВМФ России. Относится к категории больших морских танкеров. Построен по проекту 1559-В, шифр «Морской простор» на Ленинградском Балтийском заводе под заводским номером № 621, став последним построенным судном этого проекта.

## История разработки
Боевым кораблям несшим службу в удалённых районах Мирового океана требовались новые и достаточно крупные морские танкеры, превосходящие по своим возможностям танкеры проекта 563. Для этих целей в ПКБ «Балтсудопроект» поступило тактико-техническое задание на проектирование морского танкера. К разработке приступили в 1967 году взяв за базу проект танкера ММФ 1559. Главным конструктором был назначен С. Н. Шумилов, а главным наблюдающим от ВМФ капитан 2-го ранга Ю. Д. Макшанчиков. Из-за ограниченных сроков создания проекта, разработчикам пришлось отступить от некоторых важных требований ВМФ, так же пришлось согласиться с составом главной энергетической установки, одновальным маломощным дизелем 6ДНРН 74/160 мощностью 9600 л.с. Однако, при всех сложностях работы над проектированием нового танкера, получившего обозначение 1559-В закончились к 1969 году, и в этом же году был заложен головной танкер.
Танкер получил имя в честь Бориса Евстафьевича Бутомы — советского государственного и хозяйственного деятеля, депутата Верховного Совета СССР, министра судостроительной промышленности СССР.

## Конструкция
БМТ «Борис Бутома» имеет двойную верхнюю палубу и надстройку смещенную к корме. В надстройке размещены ходовой мостик, каюты для экипажа, камбуз, кают-компания, бассейн и спортзал. На борту установлено устройство передачи грузов в море на ходу траверзным способом, позволяющее выполнять грузовые операции при значительном волнении моря. При длине танкера 162,4 метра и ширине 21,4 метра, полное водоизмещение достигает 22 460 тонн. Осадка остается в пределах 9 метров.
Валовая вместимость 11575 тонн. Танкер способен доставить мазута — 8250 тонн; дизельного топлива — 2050 тонн; авиатоплива — 1000 тонн; питьевой воды — 1214 тонн; котельной воды 450 тонн; смазочных масел до 4 сортов — 250 тонн; сухих грузов и продовольствия по 220 тонн, на максимальную дальность плавания 10 000 морских миль при автономности плавания до 90 суток.
В отличие от предыдущих кораблей серии вооружение на «Борис Бутома» установлено не было, так как это облегчало заходы в иностранные порты.

### Передающие устройства
- Две 3—тонные стрелы
- Три 3,2—тонных крана
- Одна 1—тонная УППГ-1
- Три 125—тонные ЛЭГС2
- Две 100—тонные ЛЭГС6

### Радиоэлектронное оборудование
- РЛС общего обнаружения МР-302 «Рубка»[4][неавторитетный источник]
- МР-212/201 «Вайгач-У»

## История службы

### 1970-е
30 октября 1978 года зачислен в ряды Краснознамённого Тихоокеанского флота ВМФ СССР.
В апреле 1979 года БПК «Ташкент» и танкер «Борис Бутома» во главе с ТАКР «Минск», совершающих межфлотский переход на Тихий океан, сделали деловой заход в порт Виктория. Далее БМТ «Борис Бутома» остался у Сейшельских берегов и вновь зашёл в порт Виктория совместно с нёсшим службу в Индийском океане БПК «Маршал Ворошилов» (капитан 2-го ранга Г. Д. Ильин), и совершающим межфлотский переход СКР «Летучий» (капитан 3-го ранга А. Г. Зозуль).

### 1980-е

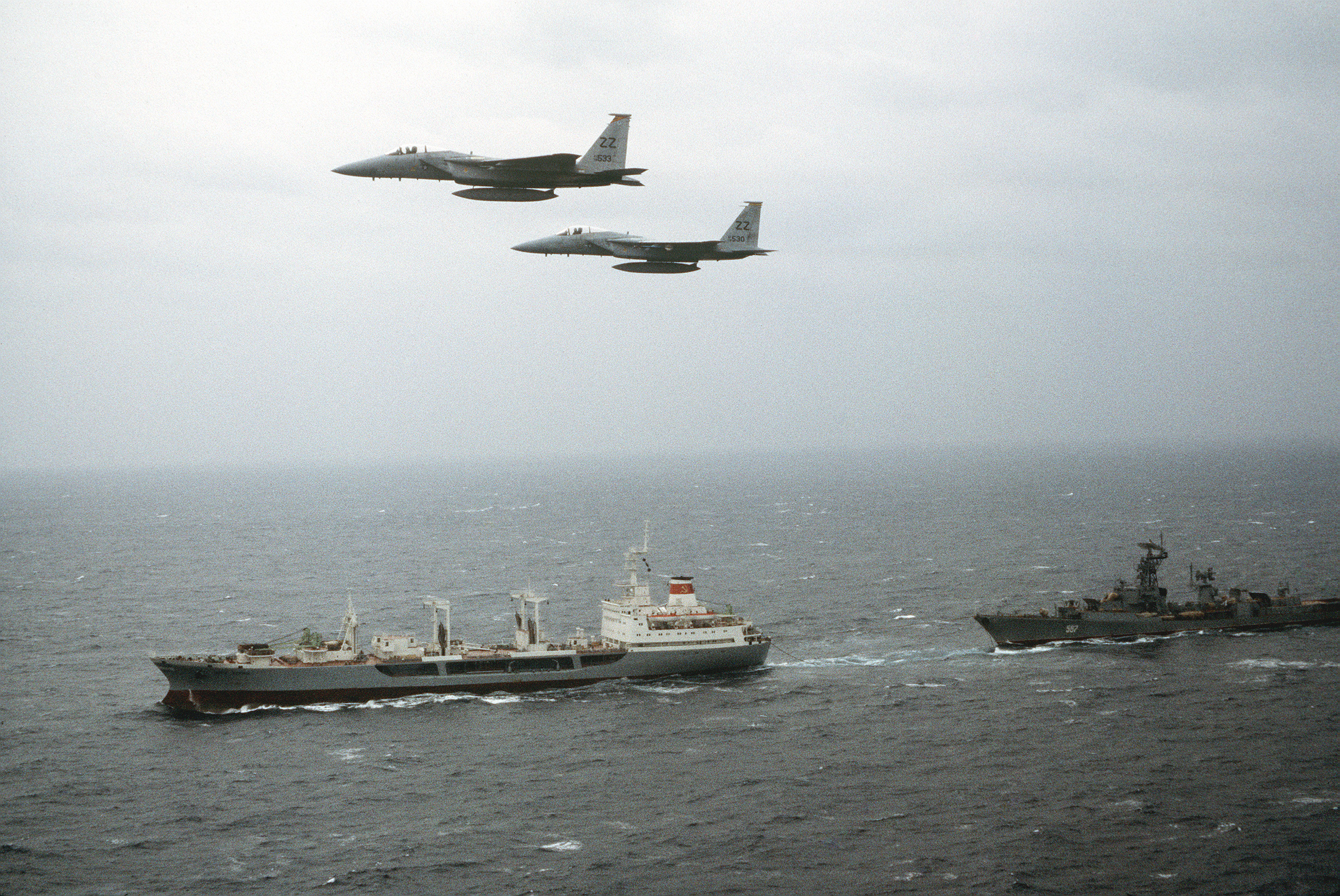
Заправка с БМТ «Борис Бутома» кильваторным способом ЭМ проекта 57 «Гневный». ВВС США внимательно наблюдают за процессом, 9 февраля 1983 года

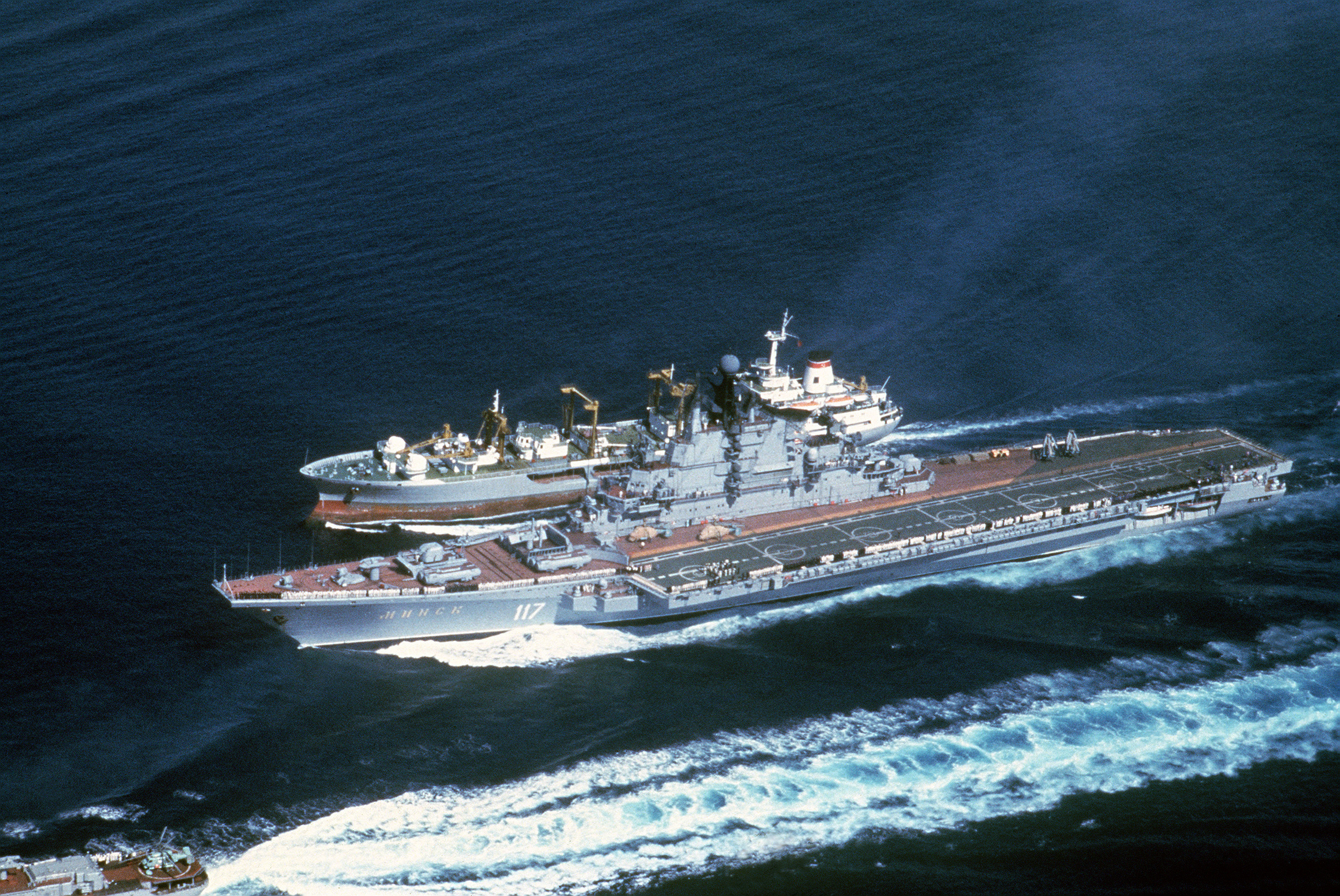
Заправка с БМТ «Борис Бутома» траверзным способом ТАКР «Минск», 1 августа 1986 года

С 1983 года по 1984 год танкер «Борис Бутома» был в тринадцатимесячном рейсе в акватории Индийского океана для обеспечения кораблей ВМФ СССР. На переходе 16 декабря 1983 года с танкера траверзным способом пополнили запасы на ТАКР «Новороссийск». Отряд в составе ТАКР «Новороссийск», БДК «Александр Николаев» в сопровождении БПК «Николаев», БПК «Таллин», СКР «Разящий» в обеспечении БМТ «Борис Бутома» и ТН «Память Ленина» прибыли на рейд южного берега острова Сокотра (НДРЙ) 21 декабря 1983 года.
12 апреля 1984 года произведена заправка ТАКР «Минск». С 27 апреля по 6 мая посещение Сейшельских островов с деловым заходом в порт Виктория совместно с БПК «Ташкент». 7 мая приступили к одновременной заправке топливом, водой и другими грузами с левого борта ТАКР «Минск», с правого борта — БПК «Петропавловск». 10 мая на танкере доставили полковника Логачева Николая Федоровича в Аден. 14 мая с 00.00 БПК «Ташкент» и танкер «Борис Бутома» перешли в полное подчинение 8 ОПЭСК. 19 мая Совместно с СКР «Вдохновленный» начали переход в район Эфиопии. 25 мая осуществлена одновременная заправка ТАКР «Минск», БПК «Петропавловск» и БПК «Владивосток». 8 июня приступили к заправке топливом ТАКР «Минск» траверзным способом. Во Владивосток танкер вернулся в августе 1984 года.
В июне-декабре 1989 года БМТ «Борис Бутома» обеспечивал корабли ВМФ СССР 8 ОПЭСК на ПМТО близ острова Сокотра, доставляя воду и топливо.

### 1990-е
В сентябре 1992 года БПК «Адмирал Виноградов» (к-2р. В. Чернявский) и танкер «Борис Бутома» (Г. Горбачевский) вышли из Владивостока курсом на Персидский залив, чтобы там первыми среди российских кораблей присоединиться к объединённому военно-морскому флоту, для соблюдения выполнения резолюции против Ирака, принятых СБ ООН, под командованием капитана 2-го ранга Михаила Абрамова. Переход занял около месяца. Примечательно, что сначала планировалось направить в залив корабли Черноморского флота, но после выхода из строя маршевого двигателя на СКР «Пытливый», решено было направить СКР «Разительный» из Севастополя. Но за-за политической обстановки и раздела Черноморского флота между Россией и Украиной, были отправлены корабли Тихоокеанского флота. Отряд вернулся во Владивосток в январе 1993 года.
В связи с плохим финансированием флота в 1990-х годах, с 1994 года танкер был сдан в аренду Дальневосточному морскому пароходству. А с 1996 года производственному товариществу «Инаква».

### 2000-е
В 2001 году танкер вернулся в ряды Тихоокеанского флота ВМФ России.
С 2003 года «Борис Бутома» стоял в Дальзаводе. Из-за отсутствия финансирования плановый ремонт затянулся на четыре года, до 2007 года.
2007 год — обеспечение кругосветного похода тяжелого атомного ракетного крейсера «Петр Великий».
6 декабря 2008 года отряд кораблей (БПК «Адмирал Виноградов», СБС «Фотий Крылов», танкеры «Борис Бутома» и «Печенга») под флагом заместителя командующего Приморским объединением разнородных сил капитана 1-го ранга Виктора Соколова отправился на боевое дежурство в акваторию Индийского океана, для участия в международной операции по пресечению пиратства в Аденском заливе. Впервые за 15 лет тихоокеанцы встретили Новый год в Индийском океане, на банке Уэлс — между Индией и Шри-Ланкой.
2 января 2009 года в районе острова Сокотра состоялась встреча отряда боевых кораблей Тихоокеанского флота с отрядом боевых кораблей Балтийского флота в составе сторожевого корабля «Неустрашимый» и танкера «Ельня», а позже, с тяжелым атомным ракетным крейсером «Петр Великий» Северного флота. С 26 января 2009 года участие в четвёртых российско-индийских учениях «Индра-2009». После совместных учений отряд продолжил выполнение задач в Индийском океане и Аравийском море. На пути домой, при пересечении экватора прошла церемония посвящения в моряки. Российские моряки с 25 по 28 марта нанесли деловой визит в главную военно-морскую базу Западного флота ВМС Индонезии Танджунг-Приок. С 6 по 10 апреля деловой заход в Китайский порт Чжань Цзян. 18 апреля 2009 года корабли вернулись во Владивосток, тем самым завершив первый поход по борьбе с пиратством в Аденском заливе кораблей Тихоокеанского флота. По традиции командующий Тихоокеанским флотом ВМФ России, вице-адмирал Константин Сиденко, вручил командирам кораблей жареных поросят, символизирующих окончание дальнего похода и успешное выполнение задания. По итогам похода двое членов экипажа были премированы от командования Тихоокеанского флота.
С 30 июля по 15 октября 2009 года БПК «Адмирал Трибуц», БМТ «Борис Бутома» и морской буксир МБ-99 Тихоокеанского флота участвовали в миссии ООН по борьбе с пиратством у берегов Сомали, ставшей третьей для Тихоокеанских кораблей. Во время похода, в районе Африканского Рога, прошли Российско-Китайские совместные антипиратские учения. С Китайской стороны в учениях приняли участие «Чжошуань» («Zhoushan»), «Сюйчжоу» («Xuzhou») и одно судно обеспечения Военно-морских сил Китая. За время патрулирования в Аденском заливе проведены 13 караванов (101 судно из 26 стран мира). Во время похода на борту «Бориса Бутомы» для отражения возможных нападений находились 12 морских пехотинцев. На пути домой корабли совершили деловые заходы в порты Виктория (Республика Сейшельские острова), Келанг (Малайзия). Этот дальний поход продлился 141 сутки начавшись 29 июня, и закончившийся 16 ноября 2009 года во Владивостоке.

### 2010-е
В июне 2010 года отряд кораблей Тихоокеанского флота (гвардейский ракетный крейсер «Варяг», танкер «Борис Бутома» и СБС «Фотий Крылов») совершил дружественный визит в американский порт Сан-Франциско
29 августа 2011 года корабли «Адмирал Пантелеев», СБС «Фотий Крылов» и БМТ «Борис Бутома» вышли из Владивостока и направились в Аденский залив для несения службы в миссии ООН по борьбе с пиратством. Корабли прошли через воды Сингапура и Индонезии, совершили деловой визит в Камбоджийский порт Сиануквиль. 19 января деловой заход в Индонезийский порт Сурабайя. 3 февраля завершился четырёхдневный визит в столицу Филиппин, порт Манила, ставший первым для кораблей Тихоокеанского флота за 96 лет. Шестой поход Тихоокеанского отряда закончился во Владивостоке 12 февраля. За время похода корабли прошли более 25 тысяч миль, провели шесть конвоев из разных государств.
Боевые корабли Тихоокеанского флота (БПК «Адмирал Пантелеев», БМТ «Борис Бутома», СБС «Фотий Крылов»), наряду с другими 45-ю кораблями и судами из 23 стран мира, впервые приняли участие в международных учениях «Римпак-2012» активная фаза которых прошла с 11 июля по 2 августа 2012 года на Гавайских островах. Эти международные маневры проводятся один раз в два года. На пути домой отряд совершил деловой визит в военно-морскую базу МССО Японии Майдзуру.
С августа 2013 года — начало очередного боевого похода в центральную часть Тихого океана отряда кораблей Тихоокеанского флота в составе гвардейского ракетного крейсера «Варяг», морского буксира СБ-522 и танкера «Борис Бутома». На этот раз поход начался из Петропавловска-Камчатского. 4 октября заход с деловым визитом в порт Тринкомали (Шри-Ланка). Далее Египетский порт Бур-Сафага для пополнения запасов. Экипажи крейсера «Варяг» и танкера «Борис Бутома» в январе 2014 года вернулись во Владивосток после пятимесячной службы. Выполняя задачи в составе группировки кораблей ВМФ России в Средиземном море, отряд с визитами заходил в порты Александрия (Египет) и Салала (Султанат Оман).

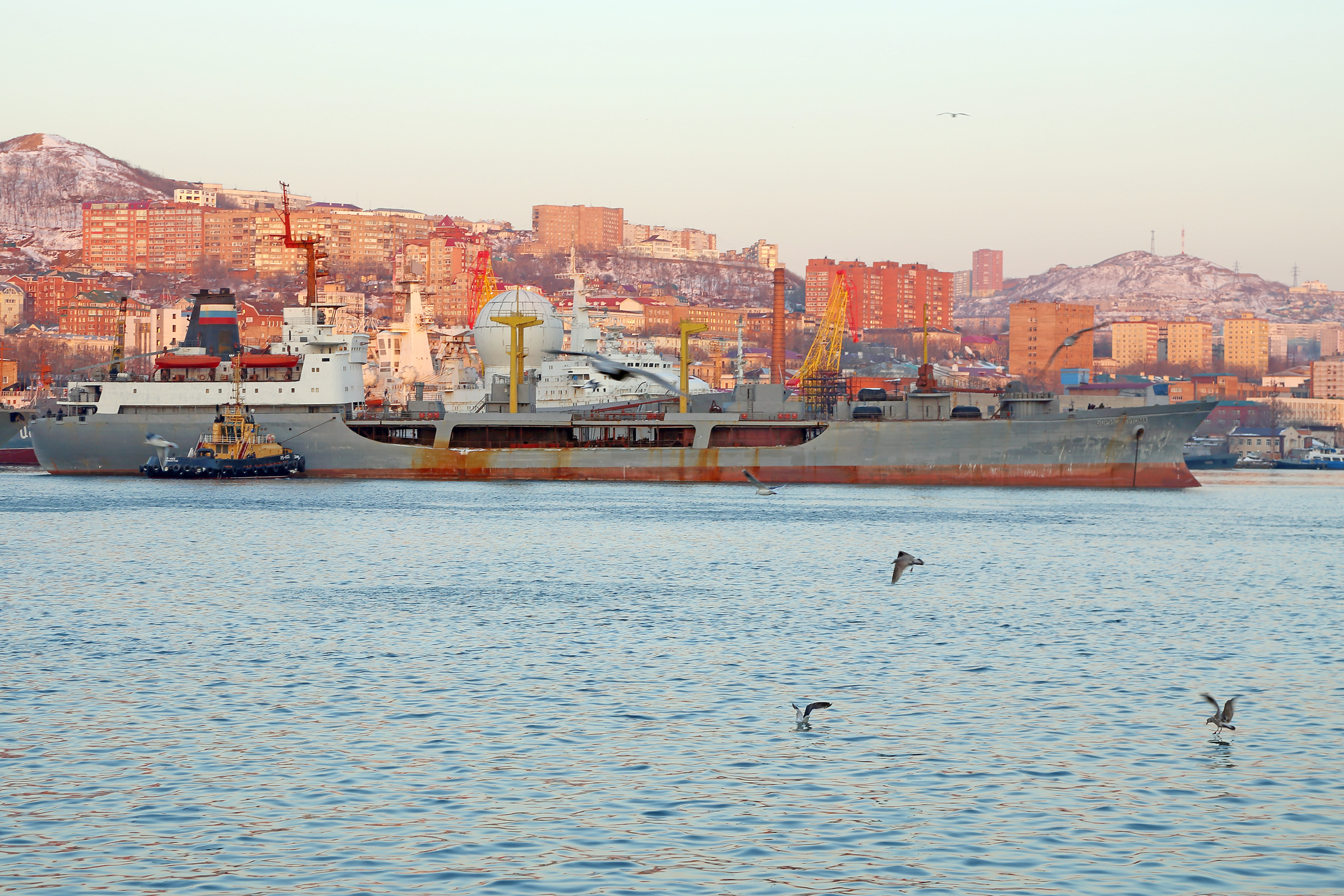
БМТ «Борис Бутома» ставят на Дальзавод, 26 декабря 2014 года

С 15 июля по 19 июля 2014 года корабль принял участие в российско-индийских учениях «Индра-2014» в Японском море. В ходе учения российские и индийские моряки отработали встречный бой в темное время суток, поиск и условное уничтожение подводной лодки, артиллерийские стрельбы по парашютным и морским мишеням, а также помощь терпящему бедствие судну.
С 23 октября по 15 декабря 2014 года дальний поход для обеспечения военно-морского присутствия России и демонстрации флага в юго-западной части Тихого океана в составе отряда гвардейского ракетного крейсера «Варяг», большого противолодочного корабля «Маршал Шапошников», танкера «Борис Бутома» и океанского буксира «Фотий Крылов». В ходе неофициального визита в порт Инчхон (Республика Корея) экипажи кораблей приняли участие в мероприятиях, посвященных 110-й годовщине подвига крейсера «Варяг» и канонерской лодки «Кореец». Так же танкер «Борис Бутома» и МБ «Фотий Крылов» находились в Индонезийском порту Джакарта во время проведения оборонной выставки «INDO Defence-2014».

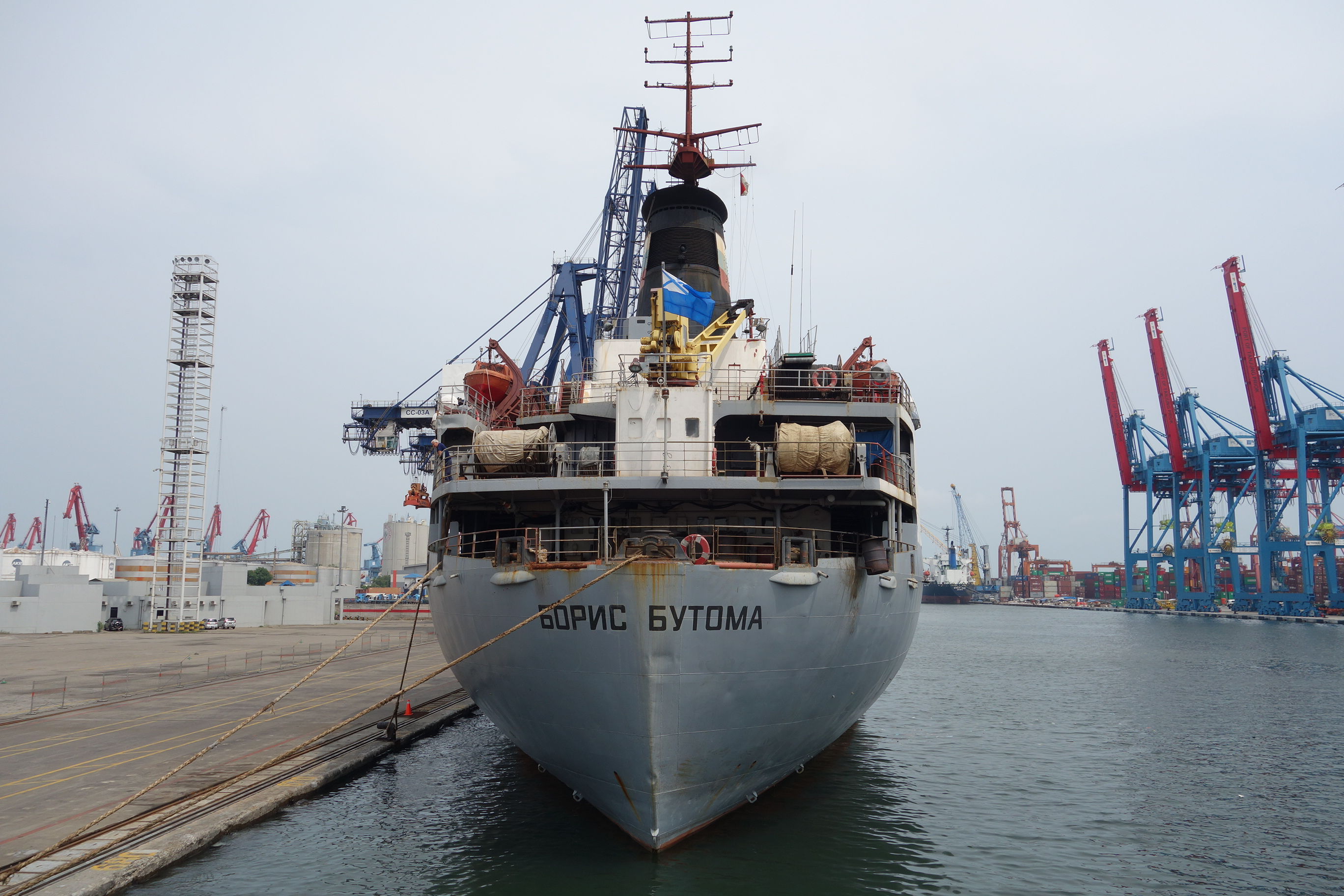
БМТ «Борис Бутома» в Джакарте, 26 декабря 2015 года

В ноябре 2015 года ОБК Тихоокеанского флота в составе ГРКР «Варяг», ЭМ «Быстрый», БМТ «Борис Бутома» и СБС «Алатау» под командованием контр-адмирала Александра Юлдашева отправился в порт Вишакхапатнам (Республика Индия) для проведения совместного военно-морского учения «Индра Нэви-2015». Учения прошли с 10 по 12 декабря на акватории Бенгальского залива. Отряд вернулся во Владивосток через вьетнамский порт Дананг и Шанхай в январе 2016 года.
В ноябре 2016 года ОБК Тихоокеанского флота принял участие в международной выставке вооружений «Индодефенс-2016» проходившей в Танджунгприоке (Индонезия). В составе отряда были БПК «Адмирал Трибуц» и ЭМ «Быстрый», БМТ «Борис Бутома» и СБС «Алатау».
С 14 декабря 2016 года танкер принял участие в российско-индийских военно-морских учениях под названием «Индра Нэви–2016». По возвращении во Владивосток, 6 января 2017 года, под командованием контр-адмирала Эдуарда Михайлова БМТ «Борис Бутома» и БПК «Адмирал Трибуц» зашли в филиппинский порт Манила, где президент страны Родриго Дутерте и представители вооруженных сил Филиппин осмотрели корабль «Адмирал Трибуц». По окончании визита Родриго Дутерте пожелал российским кораблям пришвартовываться в его стране в любое время, и выразил надежду о возможном проведении совместных учений.
С 1 октября 2018 по 24 января 2019 года, в составе отряда боевых кораблей Тихоокеанского флота, совершил дальний морской поход. Танкер посетил девять стран и совершил заходы в Хакодате (Япония), Чеджу (Республика Корея), Циндао (Китай), Танджунгприок (Индонезия), Муара (Бруней), Чанги (Сингапур), Вишакхапатнам (Индия), Коломбо (Шри-Ланка) и Манила (Филиппины).

## Капитаны
- Браньков
- Шевченко Евгений Борисович
- Горбачевский Геннадий Михайлович
- Бондарь Сергей Александрович (2007 по н.в.)[2]